# William Beadling
William Beadling (21 tháng 8 năm 1885 – 1944) là một cầu thủ bóng đá người Anh thi đấu ở vị trí tiền vệ chạy cánh.